# Жълтоглава креслива каракара
Жълтоглавата креслива каракара (Milvago chimachima) е вид птица от семейство Соколови (Falconidae).

## Разпространение и местообитание
Разпространен е в Аржентина, Боливия, Бразилия, Венецуела, Гвиана, Еквадор, Колумбия, Коста Рика, Панама, Парагвай, Перу, Суринам, Тринидад и Тобаго, Уругвай и Френска Гвиана.